# Пярну (остановочный пункт)
Пя́рну (эст. Pärnu raudteepeatus) — остановочный пункт в городе Пярну, конечная остановка на линии Таллин — Пярну. Находится на расстоянии около 139 км от Балтийского вокзала.
На остановке Пярну расположен низкий перрон и один путь. Являлась конечной станцией для дизель-поездов, курсировавших между Таллином и Пярну. Из Таллина в Пярну можно было доехать за 2 часа 15-19 минут.